# El otro oficio
El otro oficio es un cortometraje de Jorge Cedrón de 1967 filmado en blanco y negro en 16mm, protagonizado por Héctor Alterio.

## Argumento
Cuenta la historia de un grupo de obreros desempleados que buscan trabajo y la desesperación al no encontrarlo,"el otro oficio" es sobre el oficio de buscar trabajo. En este mediometraje, Cedrón intenta ir a la búsqueda de las causas del desempleo y su comprensión, mediante un relato que combina elementos de poéticas diversas, voz en off y un interesante esquema de puesta de cámara.

## Digitalización
La única copia del filme se encontró en el Instituto Cubano del Arte e Industria Cinematográficos (ICAIC) en muy malas condiciones de preservación. Fue escaneado a 2K, y se restauró digitalmente.
Se extrajo el sonido en un transfer Diamond y la captura fue digitalizada a 96 khz 24 bits en un grabador Sound Devices 744T. Se realizó una ecualización general intentando intervenir lo menos posible el film original.
La digitalización se realizó para la compilación realizada por el INCAA de la filmografía de Jorge Cedrón llamada "Hasta la memoria siempre".